# Jucilene de Lima
Jucilene de Lima (ur. 14 września 1990) – brazylijska lekkoatletka specjalizująca się w rzucie oszczepem.
W 2005 zwyciężyła w mistrzostwach Ameryki Południowej juniorów młodszych, nie awansowała do finału mistrzostw świata w tej kategorii wiekowej oraz wygrała złoty medal na juniorskich mistrzostwach Ameryki Południowej. Podczas mistrzostw świata juniorów w Pekinie (2006) nie miała żadnej mierzonej próby w eliminacjach. Rok później była dziesiąta na igrzyskach panamerykańskich oraz mistrzostwach świata juniorów młodszych. W 2008 zajęła jedenaste miejsce w finale mistrzostw świata juniorów w Bydgoszczy oraz zdobyła brąz na młodzieżowych mistrzostwach Ameryki Południowej w Limie. Trzy medale zdobyła w 2009 stając na podium mistrzostw Ameryki Południowej seniorów (srebro), mistrzostw Ameryki Południowej juniorów (srebro) oraz mistrzostw panamerykańskich juniorów (brąz). W 2012 była czwarta na mistrzostwach ibero-amerykańskich oraz zdobyła złoto młodzieżowych mistrzostw Ameryki Południowej. W 2013 sięgnęła po brąz mistrzostw Ameryki Południowej. W 2014 zdobyła złoty medal mistrzostw ibero-amerykańskich. W 2015 stanęła na najniższym stopniu podium igrzysk panamerykańskich w Toronto.
Złota medalistka mistrzostw Brazylii.
Rekord życiowy: 62,89 (11 października 2014, São Paulo) – rekord Brazylii, były rekord Ameryki Południowej.